# Mille pare (Bad Times)
Mille pare (Bad Times) è un singolo del rapper italiano Ghali, pubblicato il 20 novembre 2020 come unico estratto dalla riedizione del secondo album in studio DNA.

## Descrizione
Insieme a 1993 si tratta di un inedito composto appositamente per la nuova edizione di DNA ed è stato prodotto dal duo Merk & Kremont, con i quali Ghali aveva collaborato per la realizzazione del singolo Good Times.

## Formazione
- Ghali – voce
- Merk & Kremont – produzione, registrazione
- Andrea Piraz – talk box
- Gigi Barocco – missaggio, mastering